# 定州文庙
定州文庙位于河北保定定州市城区中山路北侧刀枪街，是河北省现存最完整的孔庙，已列为全国重点文物保护单位。

## 历史
定州文庙是唐大中二年（848年）由定州帅卢简求废天佑寺创建，宋皇祐二年（1050年），定州帅韩琦扩建殿宇。明成化年间，知州裴泰建明伦堂。万历年间，又两次增修，修建匾坊、泮池。清顺治、康熙、雍正年间皆有拓展增修，最终建成由北部中、东、西三个相邻院落及南部的节孝祠等组成的大型古建筑群。1959年，文庙被辟为定县博物馆。

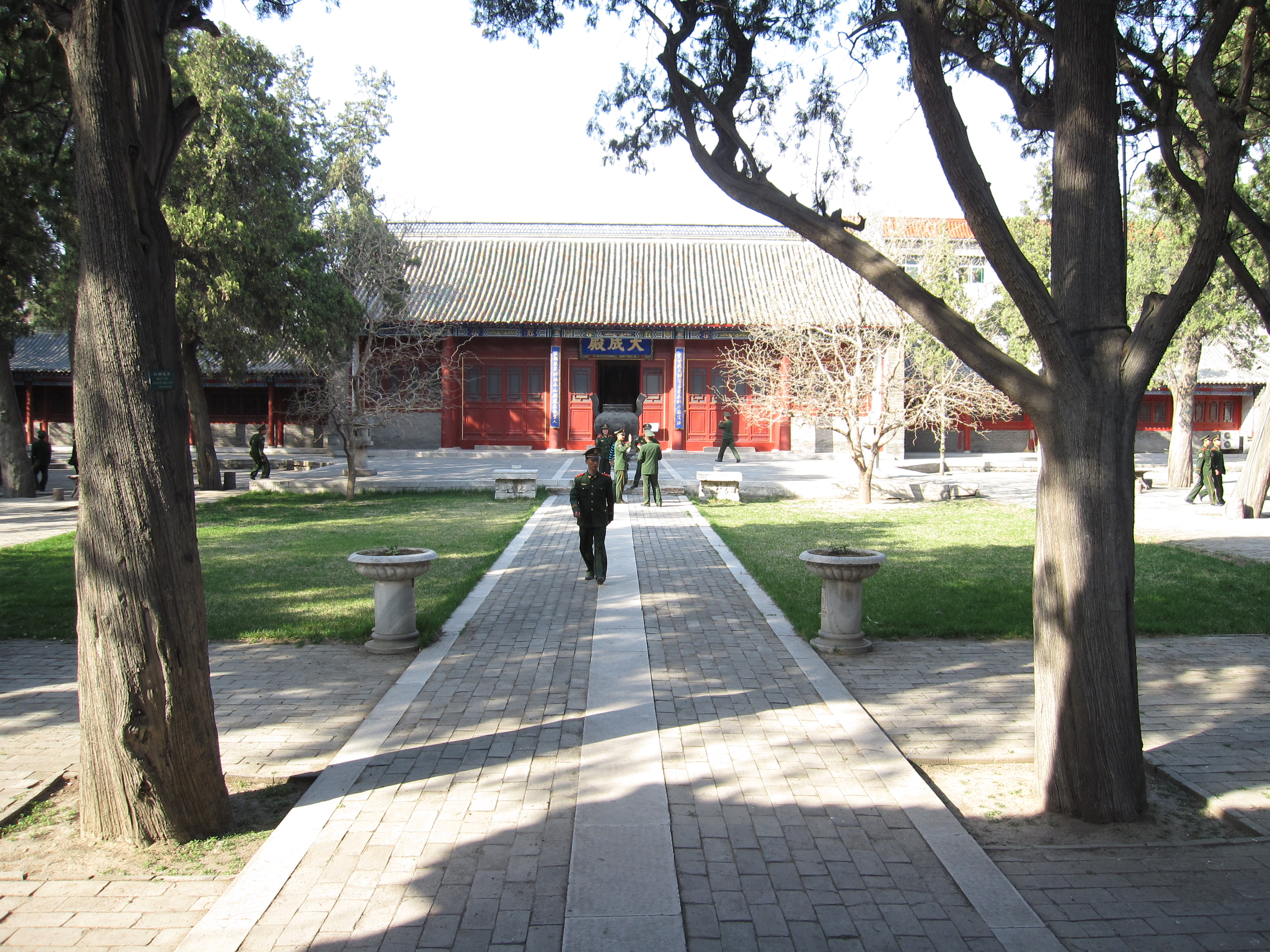
大成殿

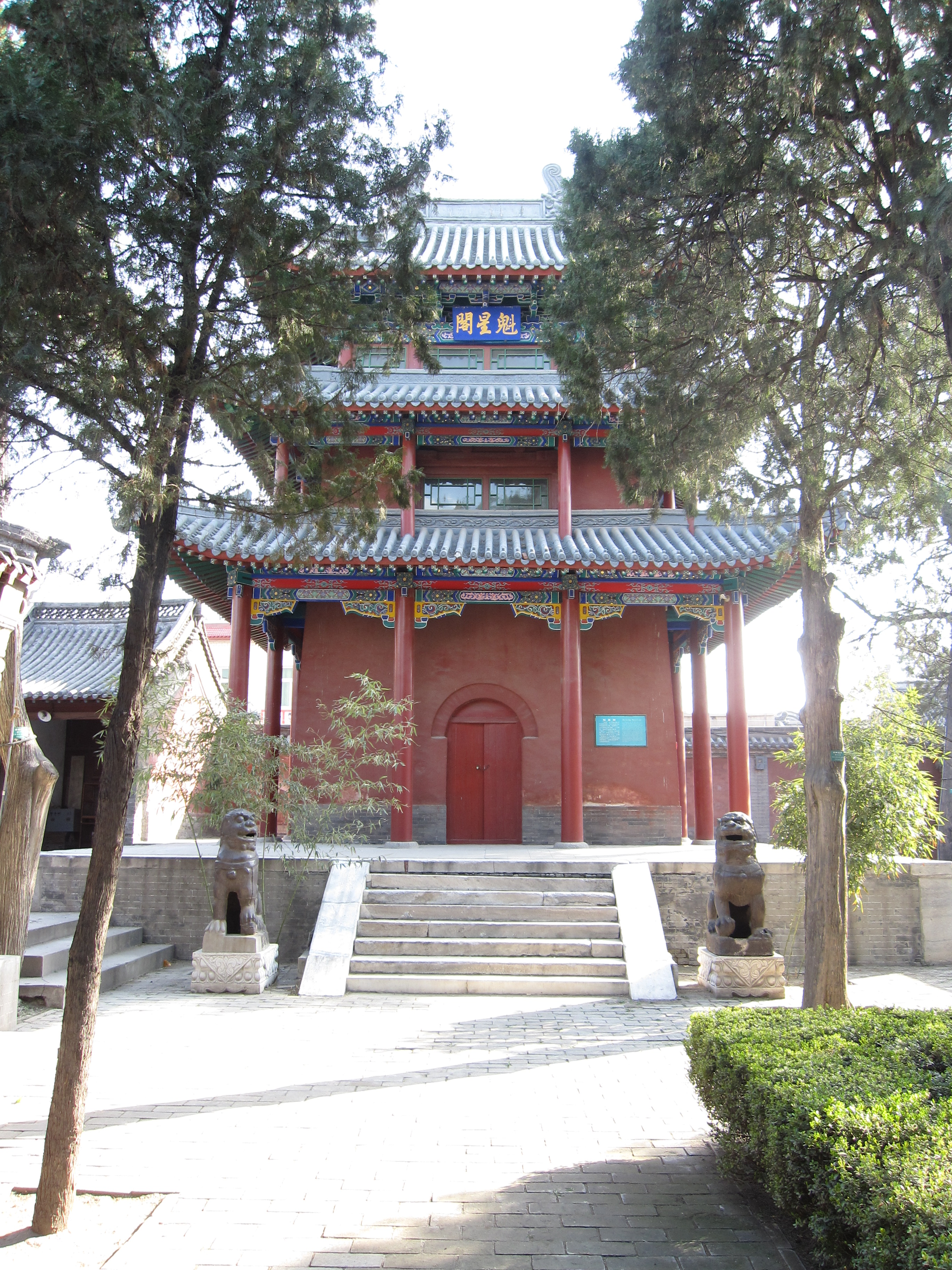
魁星阁

## 建筑

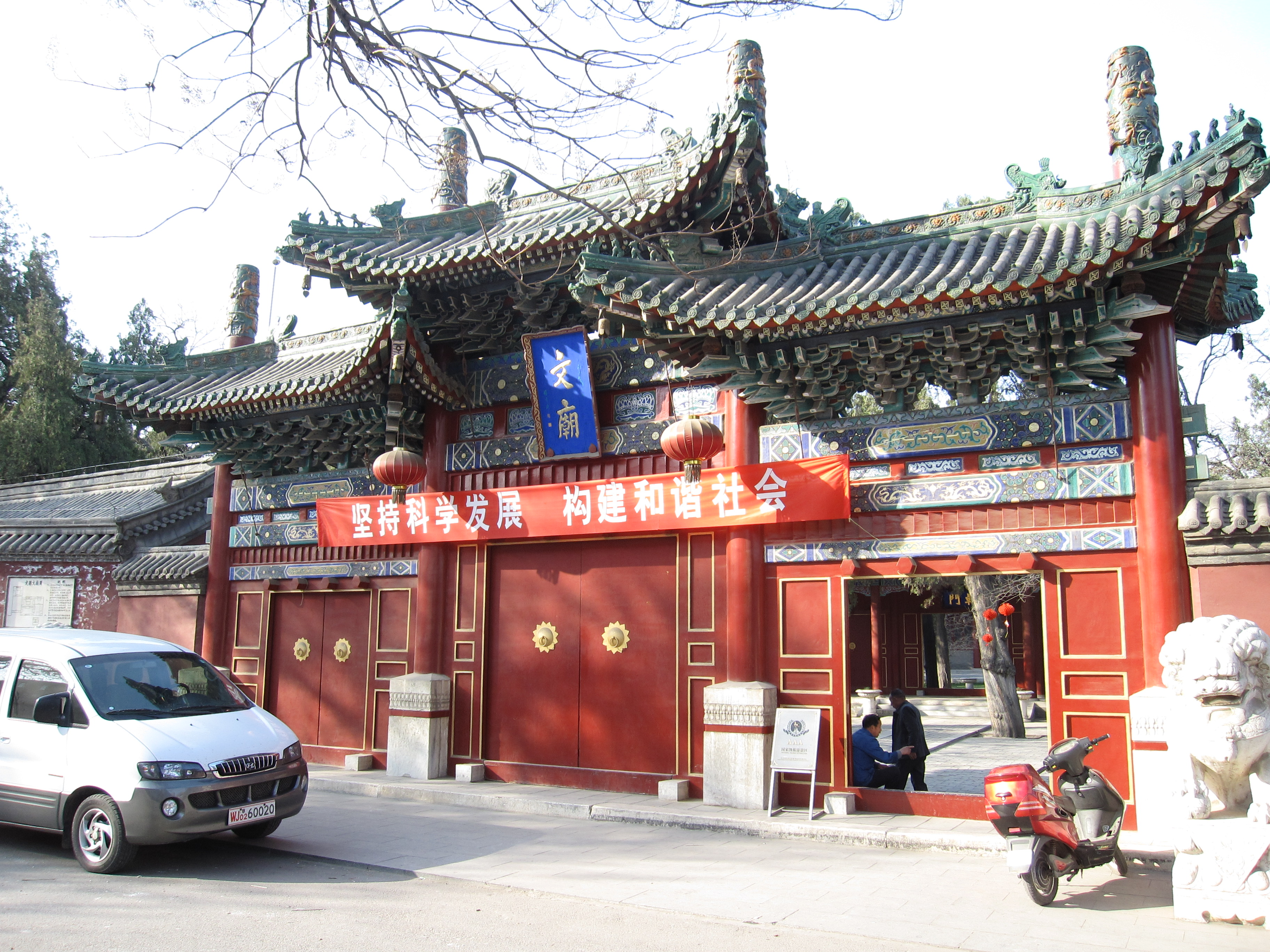
正門

文庙座北朝南，由各自成一体的北三院和四合院式的南院节孝祠组成，占地总面积达12666.4平方米。主要建筑有棂星门、大成殿、明伦堂、崇圣祠等。
中院建有棂星门、戟门、大成殿等中轴建筑及东西附属建筑。大成殿中供奉孔子及四配、十二哲，东西庑殿则供奉七十二贤。
东院是文昌阁和崇圣祠。文昌阁又称“魁星阁”，是祭拜文运之神“魁星”的场所；崇圣祠为孔子家庙。
西院有大门、仪门、明伦堂等。其中明伦堂为主管教化场所。
南院的节孝祠是供放定州孝节名士牌位的场所。
除珍贵古建筑外，文庙内还保存着大量碑刻和古籍善本。

## 保护
1982年7月23日，定县文庙由河北省人民政府公布为河北省第二批文物保护单位，编号2-86-3-58。
2013年3月5日，定州文庙由中华人民共和国国务院公布为第七批全国重点文物保护单位，编号7-0760-3-058。